# Blackbaud
Blackbaud, Inc. (NASDAQ: BLKB

) er en amerikansk udbyder af cloudbaseret software til publicering. Produkterne fokuserer på fundraising, website management, CRM, analyse, finansiel styring, billetering og uddannelsesadministration.
Blackbaud blev etableret i 1981 af Anthony Bakker. De har hovedkvarter i Charleston, South Carolina.